# Chrysosoma medium
Chrysosoma medium är en tvåvingeart som beskrevs av Becker 1922. Chrysosoma medium ingår i släktet Chrysosoma och familjen styltflugor. Inga underarter finns listade i Catalogue of Life.